# Pegomya sexpunctata
Pegomya sexpunctata este o specie de muște din genul Pegomya, familia Anthomyiidae, descrisă de Karl în anul 1935. Conform Catalogue of Life specia Pegomya sexpunctata nu are subspecii cunoscute.